# Tolmera marcescens
Tolmera marcescens är en fjärilsart som beskrevs av W. Warren 1906. Tolmera marcescens ingår i släktet Tolmera och familjen mätare. Inga underarter finns listade i Catalogue of Life.